# Електрохімічний та електрометалургійний майданчик у Канаш-де-Сеньорін
Електрохімічний та електрометалургійний майданчик у Канаш-де-Сеньорін (Canas de Senhorim) – колишній виробничий майданчик у Португалії.
У 1917 році створили Companhia Portuguesa dos Fornos Eléctricos (CPFE), яка мала за мету організувати виробництво карбіду кальцію, що в ті часи відігравав особливу роль у індустрії освітлення як джерело ацетилену. Карбід отримували плавкою вапна з вугіллям у електропечах, для чого первісно завод отримав три однофазні електропечі потужністю по 1,35 МВА (за іншими даними, загальна потужність печей становила 2,5 МВА). Виробництво стартувало у 1923 році, а в 1939 та 1943 роках додали ще дві печі.
Між 1951 та 1957 роками встановили 96 печей потужністю по 0,25 МВА, в яких карбід кальцію нагріванням до надвисокої температури в атмосфері азоту перетворювали на азотне добриво – цианамід кальцію. Якщо первісно потужність майданчику по цьому напрямку складала 10 тисяч тонн на рік, то станом на 1958-й вона досягнула 20 тисяч тонн (інше джерело повідомляє, що в 1958-му загальна потужність печей майданчику становила 20 МВА).
Ще одним напрямком діяльності стала електрометалургія, для чого до 1963 року кількість головних печей досягнула 13:
- печі 1 – 3 та 7 – 9 (останні мали потужність по 3,5 МВА) плавили карбід кальцію;
- печі 4 – 6 потужністю по 2,2 МВА виплавляли електрометалургійний чавун;
- печі 10 – 12 потужністю по 3,5 МВА призначались для виробництва феросиліцію, феромарганцю, силікомарганцю, тоді як піч 14 потужністю 12 МВА плавила виключно феросилицій.
В 1970-х роках додали піч 15 для металургійного кремнію.
Необхідну кремнієвмісну сировину постачав кварцитовий кар’єр Кастро-де-Санта-Лузія.
У 1985 році завод припинив свою роботу.